# 2028年ロサンゼルスパラリンピック
2028年ロサンゼルスパラリンピック（2028ねんロサンゼルスパラリンピック、英: LA28 Paralympic Games）は、2028年8月15日から27日までの13日間、アメリカ合衆国のロサンゼルスで開催される予定の第18回夏季パラリンピック。ロサンゼルスパラリンピック、ロサンゼルス2028（Los Angeles 2028）、LA28などと呼称される。
アメリカでのパラリンピック開催は2002年ソルトレークシティパラリンピック以来26年ぶりで、夏季パラリンピックに限れば1996年アトランタパラリンピック以来32年ぶりである。

## 実施競技
LA28大会は前回パリパラで実施された22競技にパラクライミングを加えた23競技でおこなう。
| - アーチェリー - パラ陸上 - パラバドミントン - ブラインドサッカー - ボッチャ - パラサイクリング - パラ馬術 - ゴールボール - Judo - パラカヌー - パラクライミング - パラトライアスロン | - パワーリフティング - パラローイング - 射撃競技 - シッティングバレーボール - パラ競泳 - パラ卓球 - パラテコンドー - 車いすバスケットボール - 車いすフェンシング - 車いすラグビー - 車いすテニス |

## スポンサー

### ワールドワイドパラリンピックパートナー
- Airbnb
- アリババグループ
- アリアンツ
- オットーボック
- コロナセロ（ABインベブ）
- ザ コカ・コーラ カンパニー - 蒙牛乳業
- デロイト トウシュ トーマツ
- オメガ
- プロクター・アンド・ギャンブル
- サムスン電子
- TCL集団
- ビザ

### その他の協賛企業
| Founding Partners - コムキャスト - デルタ航空 - セールスフォース |
| Official Sponsors - イーライリリー・アンド・カンパニー           |
| Official Supporters - ザ・ハーシー・カンパニー                   |
| Official Suppliers - ナイキ - Oakley, Inc. - ラルフローレン      |